# فابيو (لاعب كرة قدم برازيلي)
فابيو هو لاعب كرة قدم برازيلي، ولد في 19 سبتمبر 1978 في ساو جوزيه دوس كامبوس في البرازيل. لعب مع جمعية بورتوغيزا الرياضية ونادي بونتي بريتا ونادي ساو كايتانو ونادي غوياس ونادي كريسيوما ونادي ماريتيمو.